# Cambridge hercege

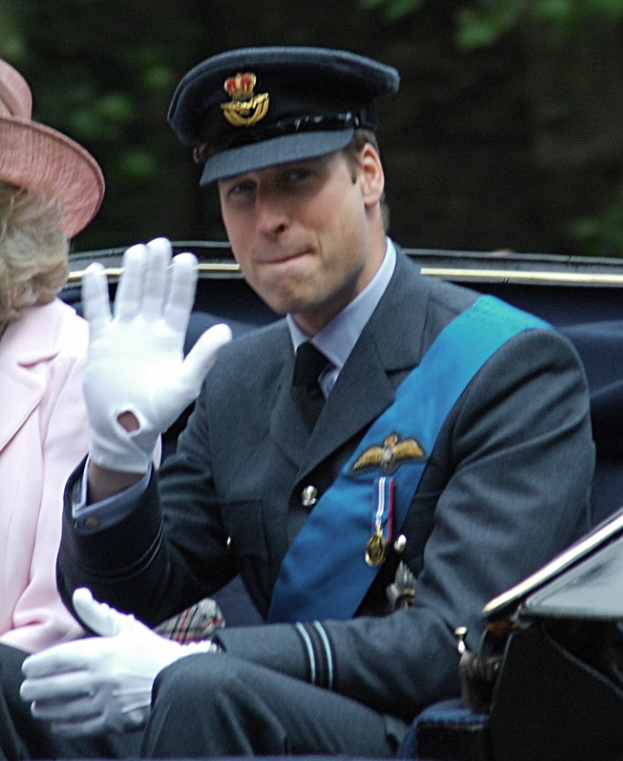
Vilmos herceg, Cambridge jelenlegi hercege (2010-es felvétel)

A Cambridge hercege (angolul: Duke of Cambridge) brit nemesi cím, amelyet Cambridge városáról neveztek el és amelyet a brit királyi család tagjai viselnek. A hercegi címet először Stuart Károly (1660–1661), Jakab yorki herceg (később II. Jakab néven király) legidősebb fia kapta, bár hivatalosan sosem iktatták be. A címet legutoljára Vilmos brit királyi herceg kapta meg 2011. április 29-én, esküvője alkalmából.

## Története
A címet legelőször II. Jakab első fia, Stuart Károly kapta, aki 1661-ben meghalt és hivatalosan nem iktatták be. Az első hivatalosan is elismert használata 1661-ben történt, amikor Stuart Jakab, II. Jakab és első feleségének házasságából származó fiú, kapta meg a címet. Jakab cambridge-i herceg azonban fiatalon, utód nélkül halt meg és a címet nem örökölte senki. Ezután Stuart Edgár, II. Jakab és első feleségének másik fia kapta, azonban ő is fiatalon és örökös nélkül halt meg.
II. Jakab második házasságából származó legidősebb fia, Stuart Károly (1677) szintén nem hivatalosan megkapta a címet, de mivel kb. egy hónapos korában meghalt, őt sem iktatták be hivatalosan.
A hercegi cím következő viselője György Ágoston, György Lajos hannoveri választófejedelem fia kapta, aki később I. György néven foglalta el a brit trónt. Apja halála után György Ágostont II. György brit király néven koronázták meg és a címet egyesítette a többi királyi címmel.
A cím következő viselője Adolf herceg, III. György brit uralkodó hetedik fia volt. Adolf herceg halála után fia, György 1850-ben örökölte a címet. György herceg nem hivatalos házasságot kötött 1847-ben egy színésznővel és fiai nem örökölték a címét, ami 1904-ben ismét megüresedett.
Adolf herceg lányági unokája, Adolf 1917-ben megkapta a Cambridge őrgrófja (Marquess of Cambridge) címet V. György brit királytól, miután lemondott német nemesi címeiről. Fia, György halála után az őrgrófi cím is megüresedett.
1999-ben Eduárd herceg, II. Erzsébet brit királynő legfiatalabb fiának házasságakor felmerült, hogy a herceg megkapja a Cambridge hercege vagy esetleg Sussex hercege címet. Ehelyett a királynő a Wessex grófja címet adományozta neki. A The Sunday Telegraph brit napilap szerint eredetileg Eduárd valóban a cambridge-i hercegi címet kapta volna, de a Szerelmes Shakespeare című film megtekintése után annyira megtetszett neki a Colin Firth által játszott szereplő címe, hogy a királynőtől engedélyt kért a grófi cím használatára.
2011. április 29-én, Vilmos herceg és Kate Middleton esküvője napján Vilmos brit királyi herceg megkapta a Cambridge hercege, Strathearn grófja és Carrickfergus bárója címeket a királynőtől, míg felesége az esküvőt után Katalin cambridge-i hercegné lett.

## Cambridge hercegeinek listája

### Nem hivatalos(1660)
- Stuart Károly, cambridge-i herceg (1660–1661), Jakab yorki herceg (később II. Jakab) fia, nem iktatták be hivatalosan

### Első használata (1664)
- Stuart Jakab cambridge-i herceg (1663–1667), II. Jakab fia, örökös nélkül halt meg

### Második használata (1667)
- Stuart Edgár cambridge-i herceg (1667–1671), II. Jakab negyedik fia, örökös nélkül halt meg

### Nem hivatalos(1677)
- Stuart Károly cambridge-i herceg (1677), II. Jakab ötödik fia, csecsemőként meghalt

### Harmadik használata (1706)
- György Ágoston hannoveri választófejedelem, cambridge-i herceg (1683–1760), György hannoveri választófejedelem (később I. György) egyetlen fia, aki később megkapta a Cornwall hercege, Walesi herceg címeket. 1727-ben királlyá koronázták, amikor minden brit címét a királyi címhez adta.

### Negyedik használata (1801)
- Adolf, Cambridge 1. hercege (1774–1850), III. György brit király hetedik fia
- György, Cambridge 2. hercege (1819–1904), Adolf herceg egyetlen fia és mivel törvényes örökös nélkül halt meg, a cím ismét megüresedett.

### Ötödik használata (2011)
- Vilmos, Cambridge 1. hercege (1982), III. Károly király és Diána walesi hercegné legidősebb fia.

## Cambridge őrgrófjai (1917)
- Adolf cambridge-i őrgróf (1868–1927), Adolf herceg lányának fia, V. Györgytől kapta a címet, amikor lemondott német nemesi címeiről
- György cambridge-i őrgróf (1895–1981), az első márki fia, utód és örökös nélkül halt meg.